# Multiplatformní software
Multiplatformní software je termín, který je nejčastěji užíván ve spojení s počítačovými programy, operačními systémy či programovacími jazyky, které mohou běžet na více počítačových platformách.
To například znamená, že napsaný program může běžet jak pod Microsoft Windows na architektuře x86, tak i pod macOS na architektuře PowerPC. Pojem multiplatformní však ještě neznamená, že program může běžet pod jakoukoliv platformou. Za multiplatformní software se obecně považuje takový software, který je spustitelný pod více než jednou platformou.
Pod pojmem platforma se zpravidla míní kombinace hardware a software, která je nutná pro spuštění softwarového produktu. Platformou může být tedy míněn jak použitý operační systém, tak hardwarová platforma.
Příklady operačních systémů:
- Microsoft Windows
- Linux
- macOS
- Solaris
- Unix

Příklady hardwarových platforem:
- x86
- x86-64
- ARM
- MIPS
- PowerPC

## Typy multiplatformního softwaru
Software, který je veden jako multiplatformní, je buď:
- dodáván pro každou platformu zvlášť (např. prohlížeč Opera),
- nese si s sebou kód pro více platforem (např. Mozilla Firefox pro macOS, kde binární verze s sebou do verze 3.6.x včetně nesla jak kód pro architekturu PowerPC, tak x86),
- je k dispozici v mezikódu, který je následně dle příslušného operačního systému a hardwarové platformy interpretován (typicky aplikace napsané v Pythonu, JavaScriptu nebo Javě),
- je k dispozici přímo ve zdrojovém kódu (tzv. otevřený software).

Každá uváděná forma má své výhody a nevýhody. Software, uložený v mezikódu (např. Java či .NET) ke své funkčnosti potřebuje runtime, který je nutné nainstalovat. Takový kód je pak po spuštění překládán do instrukcí pro danou platformu; běh je často pomalejší než v ostatních uvedených variantách.
Úlohy spuštěné na serveru mohou běžet neustále (třeba i naprázdno), sledují však své vstupy a případná data zpracovávají, jak přicházejí. Sem spadají všechny webové aplikace.
Progresivní webové aplikace (PWA) jsou webové aplikace, které vypadají a načítají se jako běžné webové stránky. Navíc ale nabízí funkce běžně dostupné pouze nativním aplikacím, např. práci offline, push notifikace nebo přístup k hardwaru zařízení. PWA tak kombinují flexibilitu webu s možnostmi aplikací.